# 朱丽娅·加德纳·泰勒
朱莉娅·泰勒（英語：Julia Tyler，闺名：加德纳；1820年5月4日—1889年7月10日）是第十任美国总统约翰·泰勒的第二任妻子，1844年6月26日至1845年3月4日为第一夫人。

## 早年生活
朱莉娅·加德纳·泰勒于1820年出生于纽约州的加德纳斯岛，美国最大的私人岛屿之一。她的父亲是纽约州参议员及地主戴维·加德纳，母亲为朱莉安娜·麦克拉克兰·加德纳，祖先来自于荷兰、苏格兰以及英格兰。
她在东汉普顿的小村庄貝肖爾长大，并在纽约接受教育。1839年，她与一名男子合影，其亮相震惊了上层社会，并被一份报纸称作“长岛玫瑰”（The Rose of Long Island）。家人将其带到了欧洲以躲避风头。他们首先动身前往伦敦，于1840年10月29日抵达。之后又拜访了英格兰、法国、意大利、瑞士、德国、荷兰、比利时、爱尔兰、苏格兰等地，最后于1841年9月返回纽约。
1842年1月20日，21岁的朱莉娅在白宫的宴会上与约翰·泰勒总统首度相识。约翰的第一任妻子莉提西婭·克里斯蒂安·泰勒去世后，1842年9月10日，泰勒表明想要与朱莉娅结合。最初，这位意气风发、思想独立的北方美女对这位年長她三十多岁、严肃含蓄的弗吉尼亚绅士并无太多关注。1843年2月22日，他在白宫舞会上首次向她求婚。后者对此很是厌恶。但他们一起度过的时间越来越多，使得公众开始猜测他们之间的关系。
朱莉娅与妹妹玛格丽特，以及父亲戴维·加德纳一起搭乘蒸汽护卫舰“普林斯顿号”进行了一次短途总统旅行。在旅途中，父亲和其他一些人因一门海军巨炮发生爆炸而丧生。朱莉娅对于所崇拜的父亲的去世十分震惊。在后来的几年里，她时常说到总统在这困难的时期如何支撑着她。泰勒安慰在悲伤中的朱莉娅，1844年在一场舞会上，他向她秘密求婚，得到了肯定答复。

## 政治生涯
经历过一次新婚旅行，一次白宫宴会，并在雪伍德森林种植园呆了一段时间后，这对新婚夫妇返回到华盛顿。虽然丈夫经常疲惫不堪，但他年轻的妻子却很享受第一夫人的职责。
尽管在朱莉娅成为第一夫人之前，进行曲《向统帅致敬》时常用于总统到达的情景，但她指示在总统到达时皆使用该歌曲。继任者莎拉·查尔德瑞斯·波尔克也效仿了她的做法，使之成为惯例。
在泰勒任期的最后一个月，朱莉娅在白宫举办了一场盛大的舞会，有3000多位宾客参加。

## 卸任之后

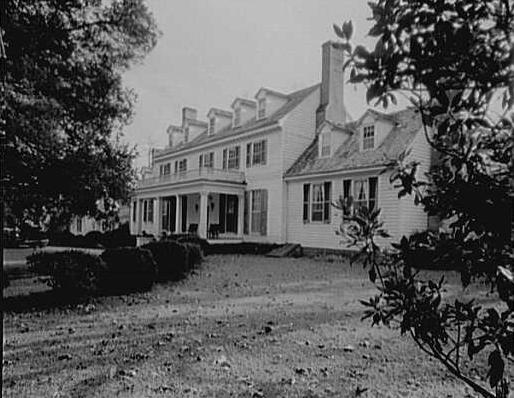
弗吉尼亚州查爾斯城縣雪伍德森林种植园，约翰·泰勒在卸任总统之后与朱莉娅居住的地方

泰勒夫妇退休后居住在雪伍德森林种植园，内战期间他们平静地住在那里。尽管出生于北方，朱莉娅很快就适应了作为富裕种植园主妻子日常悠闲的生活。
她还写了一篇为奴隶制辩护的文章，名为《英国妇女 vs 美国妇女》（The Women of England vs. the Women of America），以回应萨瑟兰公爵夫人协助组织的废奴请愿。哈丽特·雅各布斯，原为一名奴隶，后成为废奴运动演说家与作家，于1853年在《纽约论坛报》上发表了一封信件作为回应，这也是她出版的首部作品。
1862年丈夫去世之后，她因战争原因损失了60名奴隶以及1100英亩的土地。朱莉娅与几个孩子向北迁至了史泰登岛，但是家庭关系非常紧张，以至于其兄弟戴维·加德纳拒绝去弗吉尼亚接送她来纽约，最终甚至搬出了朱莉娅所住的母亲的家。又因她悬挂邦联旗帜，愤怒的联邦退伍老兵几乎将她的家焚毁。1868至1874年间，她居住于加德纳·泰勒家。1865年，她被兄弟戴维起诉，阻止其继承他们母亲的大部分遗产（价值18万美元），并被指控在母亲精神丧失能力情况下仍向其施加“不当影响”。8月25日，法院支持了戴维的诉求，裁定拒绝遗嘱。两次上诉之后，戴维于1867年最终赢得此案。随后戴维要求按照没有遗嘱的情况划分财产，朱莉娅则要求陪审团进行裁决，但是陪审团拒绝将这份有争议的遗嘱视为对她有利的论据。《纽约时报》认为朱莉娅遭到了不公正的待遇，并认为这一争端可以追溯到“意见不合造成的政治对抗，除了加德纳太太之外，还割裂了许多家庭”。
她于1872年5月改信天主教并接受了洗礼。1873年股市恐慌之后，其资金耗尽。她回到弗吉尼亚，靠孩子们的接济生活。她向国会游说以申请退休金，并于1880年获得了每月的津贴。1881年詹姆斯·加菲尔德总统遭暗杀之后，国会每年向前总统遗孀发放5000美元的津贴。

## 个人生活
因朱莉娅父亲去世，两人同意婚礼以最低限度进行庆祝。1844年6月26日，总统悄悄来到纽约，婚礼由本杰明·T·德多克主持，在升天教堂举办，此处距加德纳家不远。当时总统54岁，朱莉娅只有24岁，甚至比总统的大女儿玛丽都要年轻5岁。朱莉娅成为了首位在总统就任之后与之结婚的第一夫人。
新娘的姐妹玛格丽特及其兄弟亚历山大分别做伴娘与伴郎，新郎家则只有总统的儿子约翰·泰勒三世作为代表。总统非常关心保密，并未将计划告诉其他子女 。尽管儿子们对这突如其来的结合很快予以接受，女儿们却十分震惊与伤心。随后，美国人民对这对夫妻30岁的年龄差异报以了极大的兴趣、广泛的宣传以及一些批评。
1846至1860年间，约翰与朱莉娅共育有七位子女，分别为戴维·加德纳·泰勒、约翰·亚历山大·泰勒、里昂·加德纳·泰勒、朱丽娅·加德纳·泰勒、拉克兰·泰勒、罗伯特·菲茨沃尔特·泰勒与珀尔·泰勒。
朱莉娅·泰勒在弗吉尼亚州里士满罹患中风，于1889年7月10日在酒店里去世，时年69岁。而在27年前，约翰亦是在同一酒店因中风去世。死后，朱莉娅与约翰一同葬于里士满的好莱坞公墓。其葬礼于7月12日在里士满的圣彼得教堂举行，州长菲茨休·李与市长詹姆斯·泰勒·埃利森出席了葬礼。
2009年，美國鑄幣局发行了24克拉金币用以纪念这位前第一夫人。泰勒家族，包括朱莉娅·泰勒的文件由威廉與瑪麗學院的特别收藏品研究中心（Special Collections Research Center）持有。

### 其他
- White House biography （页面存档备份，存于）
- Biography（页面存档备份，存于）, from the National First Ladies' Library（英语：National First Ladies' Library）.